# Каталіна Кастаньйо

Каталіна Кастаньйо (ісп. Catalina Castaño Álvarez ,ісп. вимова: [kataˈlina kasˈtaɲo ˈalβares]; нар. 7 липня 1979) — колишня колумбійська тенісистка. 
Найвищу одиночну позицію рейтингу WTA — ранг 35 досягнула 10 липня 2006 року.
Завершила кар'єру 2014 року.

## Фінали турнірів WTA

### Одиночний розряд: 1 (0-1)
| Перемога – Легенда                  |
| ----------------------------------- |
| Турніри Великого шолома (0–0)       |
| Турніри WTA Tour (0–0)              |
| Premier Mandatory & Premier 5 (0–0) |
| Premier (0–0)                       |
| International (0–1)                 |

| Титули за покриттям |
| ------------------- |
| Тверде (0–0)        |
| Трава (0–0)         |
| Ґрунт (0–1)         |
| Килим (0–0)         |

| Результат | Ранг | Дата          | Турнір                          | Покриття | Опонент       | Рахунок  |
| --------- | ---- | ------------- | ------------------------------- | -------- | ------------- | -------- |
| Поразка   | 1.   | 31 липня 2005 | Hungarian Ladies Open, Угорщина | Ґрунт    | Анна Смашнова | 2–6, 2–6 |

### Парний розряд: 2 (1-1)
| Перемога – Легенда                  |
| ----------------------------------- |
| Турніри Великого шолома (0-0)       |
| Турніри WTA Tour (0-0)              |
| Premier Mandatory & Premier 5 (0-0) |
| Premier (0–0)                       |
| International (1-1)                 |

| Титули за покриттям |
| ------------------- |
| Тверде (0-0)        |
| Трава (0-0)         |
| Ґрунт (1-1)         |
| Килим (0-0)         |

| Результат | Ранг | Дата           | Турнір                                     | Покриття | Партнер               | Опоненти                                   | Рахунок          |
| --------- | ---- | -------------- | ------------------------------------------ | -------- | --------------------- | ------------------------------------------ | ---------------- |
| Перемога  | 1.   | 22 липня 2012  | Swedish Open, Båstad, Швеція               | Ґрунт    | Маріана дуке-Маріньйо | Ева Грдінова Мервана Югич-Салкич           | 4–6, 7–5, [10–5] |
| Поразка   | 1.   | 2 березня 2013 | Abierto Mexicano TELCEL, Acapulco, Мексика | Ґрунт    | Маріана дуке-Маріньйо | Лурдес Домінгес Ліно Аранча Парра Сантонха | 4–6, 6–7(1–7)    |

## Фінали серії WTA 125

### Одиночний розряд: 1 (0-1)
| Результат | Ранг | Дата           | Турнір         | Покриття | Опонент           | Рахунок  |
| --------- | ---- | -------------- | -------------- | -------- | ----------------- | -------- |
| Поразка   | 1.   | 17 лютого 2013 | Cali, Колумбія | Ґрунт    | Лара Арруабаррена | 3–6, 2–6 |

### Парний розряд: 1 (1-0)
| Результат | Ранг | Дата           | Турнір         | Покриття | Партнер              | Опонент                            | Рахунок          |
| --------- | ---- | -------------- | -------------- | -------- | -------------------- | ---------------------------------- | ---------------- |
| Перемога  | 1.   | 11 лютого 2013 | Cali, Колумбія | Ґрунт    | Маріана Дуке-Маріньо | Флоренсія Молінеро Тельяна Перейра | 3–6, 6–1, [10–5] |

## Фінали ITF

### Одиночний розряд (6–7)
| Легенда          |
| ---------------- |
| Турніри $100,000 |
| Турніри $75,000  |
| Турніри $50,000  |
| Турніри $25,000  |
| Турніри $10,000  |

| Результат | Ранг | Дата              | Турнір                          | Покриття | Опонент                 | Рахунок            |
| --------- | ---- | ----------------- | ------------------------------- | -------- | ----------------------- | ------------------ |
| Перемога  | 1.   | 29 березня 1999   | Сантьяго, Чилі                  | Ґрунт    | Марія Фернанда Ланда    | 6-4, 6-2           |
| Поразка   | 2.   | 18 жовтня 1999    | Нашвілл, США                    | Тверде   | Флоренсія Лабат         | 1-6, 1-6           |
| Перемога  | 3.   | 8 травня 2000     | Midlothian, Канада              | Ґрунт    | Евелін Фаут             | 6-3, 7-5           |
| Поразка   | 4.   | 23 квітня 2000    | Сан-Луїс-Потосі (штат), Мексика | Ґрунт    | Мілагрос Секера         | 4-6, 6-3, 5-7      |
| Поразка   | 5.   | 13 листопада 2000 | Нейплз, США                     | Ґрунт    | Іветте Бастінг          | 0-4, 0-4, 2-4      |
| Перемога  | 6.   | 10 грудня 2000    | Богота, Колумбія                | Ґрунт    | Фабіола Сулуага         | 4-1 ret.           |
| Поразка   | 7.   | 14 жовтня 2001    | Hallandale Beach, США           | Ґрунт    | Фабіола Сулуага         | 6-3, 3-6, 4-3 ret. |
| Перемога  | 8.   | 1 червня 2003     | Кампобассо, Італія              | Ґрунт    | Ніна Братчикова         | 6-2, 6-2           |
| Поразка   | 9.   | 9 червня 2003     | Градо, Італія                   | Ґрунт    | Мартина Суха            | 1-6, 2-6           |
| Перемога  | 10.  | 16 червня 2003    | Горіція, Італія                 | Ґрунт    | Міхаела Паштікова       | 7-6(7-2), 6-4      |
| Поразка   | 11.  | 1 вересня 2003    | Фано, Італія                    | Ґрунт    | Крістіна Торренс-Валеро | 3-6, 7-5, 3-6      |
| Перемога  | 12.  | 29 червня 2004    | Орбетелло, Італія               | Ґрунт    | Альона Бондаренко       | 2-6, 6-2, 6-3      |
| Поразка   | 13.  | 24 червня 2012    | Монпельє, Франція               | Ґрунт    | Северін Бельтрам        | 2-6, 6-7(4–7)      |

### Парний розряд 7 (4–3)
| Результат | Ранг | Дата            | Турнір                  | Покриття | Партнер              | Опоненти                             | Рахунок            |
| --------- | ---- | --------------- | ----------------------- | -------- | -------------------- | ------------------------------------ | ------------------ |
| Поразка   | 1.   | 14 вересня 1998 | Ла-Пас, Болівія         | Ґрунт    | Carolina Mayorga     | Laura Bernal Daniela Olivera         | 5-7, 7-6(7–5), 1-6 |
| Перемога  | 2.   | 24 січня 2011   | Букараманґа, Колумбія   | Ґрунт    | Вікі Нуньєс Фуентес  | Nathália Rossi Зузана Злохова        | 7–6(7–3), 6–1      |
| Runner–up | 3.   | 25 липня 2011   | Бад-Заульгау, Німеччина | Ґрунт    | Маріана Дуке-Маріньо | Марія Абрамович Ніколе Клеріко       | 3-6, 7-5, [7-10]   |
| Перемога  | 4.   | 17 січня 2012   | Плантейшн, США          | Ґрунт    | Лаура Торп           | Джессіка Пегула Аша Ролле            | 6–4, 6–2           |
| Перемога  | 5.   | 22 жовтня 2012  | Пуатьє, Франція         | Тверде   | Мервана Югич-Салкич  | Stéphanie Foretz Gacon Татьяна Марія | 6–4, 5–7, [10–4]   |
| Перемога  | 6.   | 29 жовтня 2012  | Нант, Франція           | Тверде   | Мервана Югич-Салкич  | Петра Цетковська Рената Ворачова     | 6–4, 6–4           |
| Поразка   | 7.   | 12 травня 2013  | Кань-сюр-Мер, Франція   | Ґрунт    | Тельяна Перейра      | Ваня Кінг Аранча Рус                 | 6-4, 5-7, [8-10]   |

## Досягнення в одиночних змаганнях
| Турнір                                 | 1999 | 2000 | 2001     | 2002     | 2003     | 2004 | 2005     | 2006     | 2007     | 2008 | 2009     | 2010     | 2011     | 2012 | 2013 | SR    | W-L |
| -------------------------------------- | ---- | ---- | -------- | -------- | -------- | ---- | -------- | -------- | -------- | ---- | -------- | -------- | -------- | ---- | ---- | ----- | --- |
| Турніри Великого шолома                |      |      |          |          |          |      |          |          |          |      |          |          |          |      |      |       |     |
| Відкритий чемпіонат Австралії з тенісу | A    | A    | A        | A        | A        | A    | 1р       | 2р       | 1р       | 2р   | A        | A        | A        | A    | A    | 0 / 4 | 2–4 |
| Відкритий чемпіонат Франції з тенісу   | A    | A    | 2р       | A        | A        | 1р   | 2р       | 2р       | 2р       | 1р   | К2р      | К1р      | A        | A    | К1р  | 0 / 6 | 4–6 |
| Вімблдонський турнір                   | A    | A    | 1р       | A        | A        | 1р   | 1р       | 1р       | 1р       | 1р   | A        | К1р      | A        | A    | К1р  | 0 / 6 | 0–6 |
| Відкритий чемпіонат США з тенісу       | A    | A    | 1р       | A        | 1р       | 1р   | 2р       | 1р       | 1р       | A    | К1р      | К3р      | A        | К3р  | К3р  | 0 / 6 | 1–6 |
| Олімпійські ігри                       |      |      |          |          |          |      |          |          |          |      |          |          |          |      |      |       |     |
| Теніс на Олімпійських іграх            | NH   | A    | Not Held | Not Held | Not Held | 1р   | Not Held | Not Held | Not Held | A    | Not Held | Not Held | Not Held | A    | NH   | 0 / 1 | 0–1 |

## Досягнення в парному розряді
| Турнір                                 | 2001     | 2002     | 2003     | 2004 | 2005     | 2006     | 2007     | 2008 | 2009     | 2010     | 2011     | 2012 | 2013 | SR    | W-L |
| -------------------------------------- | -------- | -------- | -------- | ---- | -------- | -------- | -------- | ---- | -------- | -------- | -------- | ---- | ---- | ----- | --- |
| Grand Slams                            |          |          |          |      |          |          |          |      |          |          |          |      |      |       |     |
| Відкритий чемпіонат Австралії з тенісу | A        | A        | A        | A    | A        | 2р       | 2р       | A    | A        | A        | A        | A    | A    | 0 / 2 | 2–2 |
| Відкритий чемпіонат Франції з тенісу   | A        | A        | A        | A    | 2р       | 1р       | A        | 1р   | A        | A        | A        | A    | 2р   | 0 / 4 | 2–4 |
| Вімблдонський турнір                   | A        | A        | A        | A    | 1р       | A        | A        | 3р   | A        | A        | A        | A    | 1р   | 0 / 3 | 2–3 |
| Відкритий чемпіонат США з тенісу       | A        | A        | A        | A    | 1р       | 2р       | A        | 1р   | A        | A        | A        | A    | A    | 0 / 2 | 1–2 |
| Олімпійські ігри                       |          |          |          |      |          |          |          |      |          |          |          |      |      |       |     |
| Теніс на Олімпійських іграх            | Not Held | Not Held | Not Held | 2р   | Not Held | Not Held | Not Held | A    | Not Held | Not Held | Not Held | A    | NH   | 0 / 1 | 1–1 |